# Mimumesa littoralis
Mimumesa littoralis är en stekelart som först beskrevs av Jean Bondroit 1934.  Mimumesa littoralis ingår i släktet Mimumesa, och familjen Crabronidae. Enligt den finländska rödlistan är arten starkt hotad i Finland. Enligt den svenska rödlistan är arten nära hotad i Sverige. Arten förekommer i Övre Norrland. Artens livsmiljö är sandstränder vid Östersjön.